# Parafia Niepokalanego Serca Najświętszej Maryi Panny w Książenicach
Parafia Niepokalanego Serca NMP w Książenicach – jest parafią należącą do archidiecezji katowickiej i dekanatu dębieńskiego. Została erygowana 1 sierpnia 1925 roku. Z tej parafii pochodzi biskup Gerard Bernacki - biskup pomocniczy katowicki.